# Tatabánya
Tatabánya (tiếng Hungary phát âm: [tɒtɒba ː ɲɒ]) là một thành phố ở phía tây bắc Hungary, trong khu vực Transdanubia Trung bộ. Nó là thủ phủ của hạt Komárom-Esztergom.
Thành phố này nằm trong thung lũng giữa dãy núi Gerecse và Vértes, khoảng 55 km (34 dặm) so với thủ đô. Nhờ vị trí của nó, thành phố là một ngã ba đường sắt và đường bộ. M1 (các tuyến châu Âu E60, E75) đường cao tốc từ Viên đến Budapest đi qua các giới hạn thành phố bên ngoài, và tuyến đường sắt Vienna-Budapest đi qua thành phố.
Những phát hiện khảo cổ học chứng minh rằng con người đã sống ở đây từ thời kỳ đồ đá. Ba khu định cư của người tiền sử của Tatabánya Alsógalla, Felsőgalla và Bánhida. Bánhida là khu định cư sớm nhất, lần đầu tiên được đề cập đến năm 1288.